# 以利亚十诫石国
以利亚十诫石国，简称石国，亦称宇宙十诫天国。是指在中国东北等地区，由“世界以利亚福音宣教会”（现名“以利亚十诫石国韩农复救会”）首领韩国人朴鸣呼（或译为朴明呼，朴叫呼）组建的一个秘密结社政权。

## 概述
韩国人朴鸣呼于1980年所创立的“世界以利亚福音宣教会”（后更名为“以利亚十诫石国韩农复救会”）从1993年传入中国内地以来，活动涉及包括东北三省在内的等11个省、自治区、直辖市。
朴鸣呼自称是最后的先知“以利亚”，要求信徒将其作为“石仙”加以崇拜，奉其为“天皇上帝”，并做到对他的绝对服从。称其组织为“石国”，意为“国中之国”，并制定了宪法、国旗、国歌；宣称“2000年世界末日即将来临，1997年9月30日朴鸣呼将作为上帝屹立于世界”，并叫嚷“要打坏灭尽一切国”。
该组织还投进大量资金，对中国内地进行渗透活动，先后在各地建立了20多处聚会点、联络点，并租地建立8处“石国”聚居村，号召各地共计600多名信徒变卖家产，举家移居聚居村，过集体生活，并以聚居村为依托建立“石国”（国中之国）。而居住在“石国”的教徒每天会受到严密的“全天候管理”，禁止阅读报纸、观看电视、收听广播，断绝与外界的一切联系，儿童禁止上学，每天最重要的功课就是不停的学习教义、祷告、忏悔、反思是否对教主忠诚。
1999年5月30日，该组织被黑龙江省依兰县公安局破获。